# Вуд, Генри Уайз
Генри Уайз Вуд (англ. Henry Wise Wood; 31 мая 1860 — 10 июня 1941) — канадский лидер фермерского движения, аграрный мыслитель и активист американского происхождения. Возглавлял Объединённых фермеров Альберты в качестве директора с 1914 года и президента с 1916 года. Под его руководством ОФА стали самой мощной политической группой давления в провинции. В 1919 году под руководством Вуда ОФА была преобразована в политическую партию и в 1921 году сформировала правительство Альберты, победив на выборах и получив 38 из 61 места в Законодательном собрании. Сам Вуд отказался заниматься электоральной политикой, но руководил внепарламентской организацией ОФА и оказывал влияние на её кабинет извне.

## Жизнь в США и переезд в Канаду
Вуд родился на ферме недалеко от Монро-Сити, штат Миссури, в зажиточной фермерской семье с земельными владениями в штатах Миссури и Техас. Ещё подростком стал опытным скотоводом. Будучи участником фермерского движения США, вступил в Народную (Популистскую) партию. Этот политический опыт привёл его к убеждению в том, что «третьи партии» неэффективны, и преобразование объединённых фермеров в партию приведёт к расколу движения. В возрасте 44 лет он посетил канадскую провинцию Альберта, а в следующем году (1905) купил там пшеничную ферму и переехал с семьей в Карстерс (недалеко от Калгари).

## Руководство Объединёнными фермерами Альберты
Рьяный борец за аграрную реформу, имевший за плечами опыт участия в популистском движении и Альянсе в Миссури в 1890-х годах, после переезда в Канаду Вуд сразу же присоединился к Обществу справедливости (Society for Equity) — одной из первых фермерских ассоциаций, в 1909 году слившейся с Ассоциацией фермеров Альберты в организацию «Объединённые фермеры Альберты» (ОФА). В 1912 году Компания хлеборобов наградила Вуда за лучшую рекламу фермерской организации как единственного способа оградить фермерство от «организованной банды торговых пиратов». В 1914 году Вуд стал директором ОФА; в 1915 году он был избран вице-президентом организации и был её президентом с 1916 по 1931 год.

## Идеологияклассового конфликта
Вуд стал известен как главный теоретик и глава базировавшейся в Альберте радикальной ветви волны аграрного недовольства, захлестнувшей Канаду в то время. Отрицая классовую дифференциацию в рядах фермерства, Вуд считал его в целом однородным «экономическим классом» с едиными интересами. Основа идеологии Вуда заключалась в поддержке этого класса фермеров против банкиров и промышленников, а также в его концепции «группового правительства», в котором на смену власти отдельной политической партии, представляющей интересы узкого класса, придёт правительство, состоящее из представителей всех социальных групп, которые организуются политически и смогут решать стоящие перед обществом проблемы на основе сотрудничества. Подобная кооперация, по его мнению, позволит сменить «фальшивый закон конкуренции». 
Вуд не уставал настаивать на необходимости организации: «Когда общество соответствующим образом не организовано, то 5 % сможет легко руководить остальными 95 % населения». Он постоянно отказывался баллотироваться на выборах, но всё же поддерживал Объединенных фермеров, когда те выдвигались на уровне провинции, а также созданную на базе Объединённых фермеров Канады Прогрессивную партию Канады на федеральном уровне. Национальную Прогрессивную партию он расценивал не просто как новый элемент в партийной системе, а как выражение «классового политического действия». Впрочем, его радикальная «классовая» терминология уступила на съезде партии более консервативному подходу Томаса Крерара, провозглашавшему, что не желает «классовых движений в Канаде». Противоречия между сторонниками Вуда и Крерара стали одной из основных проблем партии на протяжении всей её истории.

## Позднейшие годы
Вуд продолжал играть важную роль в ОФА до 1937 года, когда он ушёл на пенсию на свою ферму в Карстерсе, Альберта.
Он умер в 1941 году. В его честь была названа школа в Калгари (Henry Wise Wood Senior High).